# 赤港坑
赤港坑曾经是汕头市濠江区达濠的一条入濠江的水道，自1986年起已改铺成红桥路。赤港坑为山洪水道，发源于山涧，东北起自岭脚水库溢洪道，向西南于达马渡口附近流入濠江，全长1640米。为青篮、赤港二村自然分界，水道一般深2至2.5米，当地人俗称是名。

## 历史
- 据说清代以前，海潮涨时，水可至赤港村东门外，小船可达圣妈宫，由于水土流失，逐年淤积搁浅，海潮最高仅入该水道百几十米而已。然山中泉水潺潺流淌，沙净水清，特别是红桥下，水深可数米，为天然游泳场，全坑上、中段都是“浣衣”、“剥布”（土织苎布漂白）的好地方。

- 1939年后，日军入侵，燃料缺乏，乡人上山锄草取燃料，致使水土大量流失，泥沙冲积严重，从此雨后山洪直泻入海，晴时干涸，只有少许住户、工业的废水。虽经多次深浚，但效果不大。该水道上面除红桥外，还有崇德桥、青篮桥等四座桥，为青篮、赤港、濠滨诸村通联要道。

- 清淤效果不佳，遂于1986年改铺为红桥路，路下设地下管道。现今红桥路已成为濠城重要街道之一。